# 永祥寺 (井原市)
永祥寺（えいしょうじ）は、岡山県井原市西江原町にある曹洞宗の寺院。山号は禅洞山。
当寺が所在する西江原町は、那須与一が屋島の戦いにおいて扇の的を射落とした功の恩賞として与えられたとされる5か所の荘園のうちの一つ、備中国荏原荘にあたる。那須氏はもともと下野国が本貫であり、荏原荘は分家の荏原那須氏が治めていた。当寺は、嘉慶元年（1387年）に那須資道、資英親子が荏原那須氏の菩提寺として、峨山韶碩門下の実峰良秀（峨山二十五哲の一人に挙げられる高弟）を招いて創建したと伝わる。
境内には那須与一が屋島で扇の的を射る際に邪魔になるとして破り捨てた右袖を納めたとされる「袖神稲荷大明神」があり、扇の的の故事になぞらえて祈願必中の社として信仰を集めている。寺域には荏原那須氏の墓所がある他、やや離れた山中に那須与一公墳がある。